# Claire Wegener
Claire Wegener (* 4. Oktober 2006) ist eine deutsche Schauspielerin und Hörspielsprecherin, die unter anderem durch ihre Rolle als Merle in Wendy – Der Film und Wendy 2 – Freundschaft für immer bekannt wurde.

## Leben
Wegener tritt seit 2016 als Schauspielerin in Erscheinung. Neben ihrer Schauspielkarriere betreibt Claire Wegener zahlreiche Sportarten. Dazu zählen Leichtathletik, Schwimmen, Tauchen, Surfen, Taekwondo, Skateboarden, Tennis, Ski (Alpin), Boxen und Reiten. Sie gehört zum Landeskader in der Abteilung Junior-Springen und gewann bereits drei Mal die Landesmeisterschaften. Ihre Familie betreibt eine Reitanlage in Lembruch.

## Filmografie (Auswahl)
- 2016: Wendy – Der Film
- 2017: Juna
- 2017: Wendy 2 – Freundschaft für immer
- 2017: Wishlist
- 2017: Junas fantastische Reise
- 2018: Rocca verändert die Welt
- 2021: Inga Lindström – Geliebter Sven
- 2021: Das Traumschiff – Schweden
- 2023: Einspruch, Schatz! – Unter Vätern
- 2025: Einspruch, Schatz! – Überraschungsgäste

## Hörspiele (Auswahl)
- 2018: Anna Böhm: Läuft bei dir, Frau Holle! (Golda) – Regie: Klaus-Michael Klingsporn (Original-Hörspiel, Kinderhörspiel – Deutschlandradio)
- 2018: Milena Baisch: Tanjas Tanz (Emily) – Regie: Christine Nagel (Originalhörspiel, Kinderhörspiel – Deutschlandradio)

Quelle: ARD-Hörspieldatenbank